# 5717 (année hébraïque)
5717 (hébreu : ה'תשי"ז , abbr. : תשי"ז) est une année hébraïque qui a commencé à la veille au soir du 6 septembre 1956 et s'est finie le 25 septembre 1957. Cette année a compté 385 jours. Ce fut une année embolismique dans le cycle métonique, avec deux mois de Adar - Adar I et Adar II. Ce fut la cinquième année depuis la dernière année de chemitta.
En l'an 5717, l'État d'Israël a fêté ses 9 ans d'indépendance.

## Calendrier
Ce calendrier hébraïque de l'année 5717 donne les correspondances avec les dates du calendrier grégorien.
Le premier nombre dans chaque case correspond au jour du mois hébraïque. Les jours en couleurs sont des jours remarquables juifs ou israéliens.
| ◄◄ | 5717 | ►► |

## Événements
- Crise du canal de Suez
- Massacre de Kafr Qassem

## Naissances
- Tzachi Hanegbi
- David Silverman

## Décès
- John von Neumann
- Rudolf Kastner
- Erich von Stroheim
- Sholem Asch

5712 - 5713 - 5714 - 5715 - 5716 - 5717 - 5718 - 5719 - 5720 - 5721 - 5722